# Кахетія (вино)
Кахетія — столове біле ординарне вино з винограду сортів Ркацителі та Кахурі зелений, що вирощуються в господарствах Кахетії. Випускається із 1948 року.
Вино за кольором бурштинове, з фруктовим ароматом, приємною м'якістю, бархатистістю та гармонією. Об'ємний вміст алкоголю у вині 10,5—13,5 %, масова концентрація цукру не більше 4 г/дм³, титрована кислотність 5—6 г/дм³, кислотність акролату не більше. При 1,2 г/дм³ масова концентрація екстрагованого екстракту становить не менше 18 г/дм³.
Вино виробляється старим кахетинським способом — бродінням виноградної мезги у заритих в землю гляняних глеках — квеврі.
За радянських часів вино удостоєне срібної та бронзової медалей.

## Виноски
1. ↑  Специфічна зона виноградарства розташована в південно-східній частині Грузії в басейні річок Алазані та Іорі і займає площу 11300 км².

## Ресурси в інтернеті
- ღვინის ეროვნული სააგენტო [Архівовано 2021-03-02 у Wayback Machine.]